# Verseveldtia bucciniforme
Verseveldtia bucciniforme är en korallart som beskrevs av Williams 1990. Verseveldtia bucciniforme ingår i släktet Verseveldtia och familjen läderkoraller. Inga underarter finns listade i Catalogue of Life.